# Angelica e l'amore del re
Angelica e l'amore del re (Angélique et le Roy) è un romanzo del 1959 scritto da Anne e Serge Golon. Si tratta del terzo libro della serie di romanzi di Angelica.
In Italia il romanzo è stato pubblicato per la prima volta nel 1959 dalla casa editrice Garzanti. Successivamente il romanzo è stato ristampato diverse volte e, a partire dal 1965, è stato spesso ristampato diviso in due romanzi distinti intitolati Angelica e le notti di Versailles (comprendente le prime due parti del romanzo) e Angelica e l'amore del re (composto dalla terza parte del romanzo).

## Trama

### Parte prima - La corte
Da due mesi Angelica vive a Parigi nel suo palazzo del Beautreillis senza avere notizie di suo marito, Filippo del Plessis-Bellière. Appreso dalla signora di Montespan, che suo marito, pregato dal re di condurla a varie feste, non solo non l'ha avvertita ma che ha anche giustificato le sue assenze dicendo che era indisposta, Angelica decide di partecipare alla battuta di caccia al cervo che il sovrano terrà nei boschi di Fausse-Repose. Alla vigilia dell'evento la donna viene però fatta rapire da Filippo e fatta rinchiudere in un convento. Grazie all'aiuto di una prostituta anch'essa lì rinchiusa, Angelica riesce a fuggire e a fare ritorno a Parigi dove scopre che Filippo ha requisito la sua carrozza e i suoi cavalli. È quindi costretta a chiedere in prestito la carezza alla sua amica Filonide di Parajonc, ma durante il viaggio la carrozza perde una ruota lasciando le due donne a piedi. Fortunatamente per loro giunge una compagnia di soldati che conduce Angelica alla battuta di caccia del re. Qui la donna rivela al re che suo marito l'ha sempre tenuta all'oscuro degli altri inviti. Angelica scopre poi che il gruppo di soldati altri non sono che i ribelli della Linguadoca, capitanati da Bernardo di Andijos, giunti sul luogo per sottomettersi al re. Luigi XIV, rimasto impressionato da Andijos, gli concede il perdono reale e lo nomina colonnello.
Rimasti a Versailles per la notte, Filippo rimprovera Angelica per il suo comportamento tenuto davanti al re e la schiaffeggia. Furiosa la donna lascia la stanza riservata a lei e al marito e trascorre la notte, insieme alla signora di Montespan e ad altre dame, nella stanza riservata al marchese di Lauzun. 
Il mattino seguente, dopo l'ennesimo litigio con Filippo, Angelica viene avvicinata da Colbert, il quale interroga la donna sulle ragioni per cui ha inviato il vascello di sua proprietà a commerciare in America e non nelle Indie. Appreso che lo ha fatto perché la rotta verso le Indie è più pericolosa a causa dei corsari barbareschi, Colbert fa in modo che Angelica ripeta le informazioni in suo possesso in materia davanti al re, il quale comprende che sia giunto il momento di potenziare la marina di Francia. Più tardi, mentre il re è a pranzo, la signora di Montespan presenta la regina ad Angelica.
Il giorno dopo ha luogo un'altra battuta di caccia al termine della quale la corte fa ritorno a Saint-Germain mentre Angelica torna a Parigi dove trova la sua anticamera invasa da persone totalmente sconosciute. Tra di esse, il poeta La Fontaine, l'architetto Perrault e il farmacista Savary, il quale la supplica di procurargli un campione di un liquido in possesso dell'inviato dello scià di Persia che di lì a pochi giorni avrebbe dovuto negoziare un trattato di mutua assistenza e di amicizia con il re di Francia.
Angelica, avendo deciso che non poteva più fare a meno dell'atmosfera della corte, inizia quindi sempre più a frequentare Saint-Germain-en-Laye. Tempo dopo, la corte si trasferisce a Fontainebleau per dare la caccia ad un branco di lupo che stanno terrorizzando la regione. Durante la battuta di caccia, Angelica rischia di divenire preda di un lupo, ma Filippo giunge in tempo per salvarle la vita. Più tardi, la donna ringrazia il marito per averla salvata e lui, dopo averle dichiarato che farà in modo di farla cacciare dalla corte, le morde un polso. Angelica, affranta ed in lacrime, si allontana. Viene però raggiunta dal marchese di Lauzun che tenta sia di consolarla che di sedurla; ma prima che tra i due possa accadere qualcosa giunge ad interromperli Filippo. Lauzun sfida quindi a duello Filippo dopo aver detto davanti al re e alla corte di averlo reso becco. Angelica viene quindi allontanata da Fontainebleau e fa ritorno a Parigi dove il mattino seguente assiste impotente all'arresto del marito, colpevole di essersi battuto in duello con Lauzun.
Angelica si fa prendere dal panico e non riuscendo a tranquillizzarsi nonostante le rassicurazioni di Ninon di Lenclos, decide di andare a ritirarsi nel convento delle Carmelitane dove sua sorella Maria Agnese è novizia. La signora di Montespan le fa visita e la informa che il marchese di Solignac, contrario ai duelli, intende fare in modo che Plessis-Bellière e Lauzun restino in prigione a lungo. Angelica lascia il convento e si reca a parlare al marchese sperando di farlo desistere dalle sue intenzioni. Non avendo avuto successo con Solignac, la donna si reca a parlare al re ed ottiene dal sovrano la scarcerazione del marito.
Rientrata nel suo palazzo, Angelica scopre che nel frattempo i suoi figli, Florimondo e Cantor, sono rientrati dal Poitou. Dovendo i due bambini ricevere una completa e rapida educazione prima di essere presentati a corte, Angelica assume alcuni nuovi domestici atti a tale scopo consigliatigli dalla signora di Choisy. Poco tempo dopo i due figli di Angelica vengono presentati a corte per essere i compagni di giuoco del Delfino.
Avendo perso  diecimila lire giocando a carte con Angelica, la signorina di Brienne si offre di ripagarla vendendole la carica di console di Candia. Recatasi da Colbert per avere informazioni sulla carica, la donna apprende da lui dell'intenzione del re di servirsi di lei per alcune missioni che riguardano il commercio marittimo, il commercio in senso lato e i suoi derivati.

### Parte seconda - Filippo o la guerra cortese
La sera stessa in cui ha ottenuto la nomina a console, Angelica riceve la visita di Filippo, intenzionato a farla pagare alla moglie. Appreso però che è incinta di suo figlio, l'uomo decide di rimandare a dopo il parto i suoi piani di vendetta. Il 7 gennaio 1667, Angelica dà alla luce un maschietto, Carlo Enrico, il quale, pochi giorni dopo la nascita, viene portato a vivere col padre nel suo palazzo in via del sobborgo Saint-Antoine. Angelica, per poter restare accanto al figlio, è così costretta ad andare a vivere sotto lo stesso tetto di Filippo.
Poco tempo dopo ha luogo un grande ballo a Versailles nel corso del quale Angelica scopre che sta circolando la voce che lei sia divenuta la nuova favorita del re.
Nel mese di maggio scoppia la Guerra con la Spagna per il possesso delle Fiandre e della Franca Contea e la corte intera - con l'eccezione della signorina di La Vallière - è costretta a seguire il re in battaglia. Durante un soggiorno in una città conquistata dai francesi, Angelica scopre che il re e la signora di Montespan sono diventati amanti. In seguito la Montespan le rivela che sono stati lei e il re a far correre la voce che il sovrano è innamorato di Angelica per distogliere i sospetti sulla loro relazione. Furiosa sia con quella che credeva un'amica che col re, Angelica, durante un pranzo, risponde con insolenza al sovrano. Furioso per come la moglie si è rivolta al re, Filippo raggiunge Angelica nella stalla ove si sta truccando e tenta di violentarla. Vedendo però che Angelica, che è innamorata di lui, non prova terrore ma piacere, l'uomo lascia perdere i suoi intenti e se ne va via. 
A luglio, il signor di Vivonne, affascinato dalla splendida voce di Cantor e nominato luogotenente generale dei mari per andare a combattere i turchi che assediano Candia, chiede ad Angelica il permesso di portare suo figlio con sé in battaglia. La donna, rifiutando di prendere sul serio la proposta, gli comunica che vi avrebbe riflettuto sopra.
Per celebrare il suo trionfo in campo militare, il re organizza una grande festa a Versailles, alla quale Angelica ritrova la sua amica Francesca Scarron, la quale grazie agli interessamenti della Montespan, si è finalmente vista riconfermata la pensione che le spettava. Più tardi, il re e Angelica hanno un colloquio privato durante il quale il sovrano le rivela che è stata la Montespan a volerla usare da paravento per la sua relazione con lui. Il re rivela anche ad Angelica di non essere indifferente al suo fascino; poi, nei giardini di Versailles, i due si baciano.
Il giorno seguente Angelica parla con Filippo circa il desiderio di Vivonne di fare di Cantor un suo paggio. Durante la discussione, l'uomo le rivela che quando aveva sedici anni, il giorno in cui Angelica si trovava al castello di Plessis-Bellière e nel quale scoprì della congiura contro il re, lui si era innamorato di lei. Poco tempo dopo i due coniugi finalmente si riappacificano e scopertisi profondamente innamorati l'uno dell'altra fanno l'amore appassionatamente. Poiché sono stati sorpresi caso da due visitatori di passaggio - il signor di Louvois e suo padre - in breve tempo la corte intera viene a sapere che i marchesi del Plessis-Bellière si amano. Non gradendo molto tale notizia, il re invia Filippo a combattere sul fronte della Franca Contea e poco dopo la sua partenza anche il piccolo Cantor parte. 
A metà di giugno giunge la notizia che il signor di Vivonne è stato sconfitto a Capo Passero da un rinnegato algerino chiamato il Resquator e che Cantor è morto. Angelica è distrutta dal dolore e lo stesso Filippo abbandona temporaneamente il campo di battaglia per tornare a Parigi per consolarla. Desiderosa di passare più tempo con Florimondo, Angelica si reca a Saint-Germain per chiedere se il figlio poteva essere dispensato uno o due giorni la settimana dal servizio presso il Delfino. La signora di Montausier, moglie del governatore del Delfino, la rassicura che il suo desiderio sarà esaudito. Mentre le due sono a conversare, ricevono la visita della signora di Montespan accompagnata dalla signorina Desoeillet. Poco dopo giunge sul posto anche il marito della donna, furioso con lei e intenzionato ad attaccarle la sifilide per vendicarsi del tradimento subito. Rientrando al suo palazzo, Angelica riceve una missiva dal re nella quale il sovrano le annuncia l'intenzione di nominare suo figlio Florimondo paggio coppiere della casa reale. Dopo aver recuperato Florimondo a Saint-Germain, la donna parte per raggiungere il re e Filippo a Tabaux. Nell'albergo dove soggiorna Angelica riceve la visita del re, il quale le confessa di essere innamorato di lei. La donna però respinge le avances del sovrano dicendo che lei ama suo marito ed è da lui riamata. Luigi, deluso ed intristito, se ne va.
La notte seguente Filippo parte per la battaglia e al mattino Angelica scopre con orrore che suo marito è rimasto ucciso da un colpo di cannone. Distrutta dal dolore, Angelica chiede al re il permesso di ritirarsi nelle sue terre a Plessis; il re glielo concede dicendole con dolcezza di prendersi il tempo che vuole e che Versailles l'aspetterà.

### Parte terza - Il re
Autunno 1669. Rintanatasi nel suo castello a Plessis, Angelica riceve una lettera di Savary per informarla che Basctiari Bey, inviato dello scià di Persia, si trova a Parigi. Per mantenere la parola data all'anziano farmacista, Angelica fa quindi ritorno a Versailles. Luigi XIV, contento del ritorno di Angelica a corte, ordine che venga preparato uno sgabello per lei alla sua tavola.
Dopo aver saputo da Savary che Basctiari Bey è alloggiato a Suresnes, Angelica parte per andarlo a trovare accompagnata da un suo piccolo seguito. La donna incontra l'ambasciatore persiano, il quale solo quando è rimasto solo con lei rivela di saper parlare francese. L'uomo si lamenta di una mancanza di cortesia nei suoi confronti e che non metterà piede a Versailles se non sarà ricevuto con tutti gli onori che gli spettano.
L'indomani mattina Angelica viene prelevata dalle guardie del re e condotta a Saint-Mandé al cospetto del ministro Colbert. L'uomo viene a sapere da lei la ragione per cui ha fatto visita all'ambasciatore di Persia. Angelica ne approfitta per far sapere al ministro che l'ambasciatore ancora non ha presentato le sue lettere credenziali perché pensa che lo si riceva male. Mentre si trova a Saint-Mandé, la donna ha modo di conoscere il principe Ragoski, rivoluzionario ungherese.
Rientrata a Versailles, Angelica apprende da Lauzun che il re ha dato il suo permesso alle sue nozze con la signorina di Montpensier. La donna apprende poi da Colbert che il re è furioso con lei soprattutto perché lei si rifiuta di rendere noto il motivo della sua visita a Basctiari Bey. Raimondo di Sancé, fratello di Angelica, per aiutarla e per garantire così anche una protezione ai monasteri cristiani in Persia, propone di far credere al sovrano che Angelica si è recata dall'ambasciatore dietro suo ordine. Quella notte, Angelica viene segretamente chiamata a colloquio col sovrano per discutere circa l'ambasciatore dello scià di Persia. 
In seguito Angelica si reca nuovamente da Basctiari Bey per scoprire il modo migliore perché egli venga ricevuto a corte. Tornata a Versailles Angelica scopre che, a causa delle continue pressioni del principe di Condé e di suo figlio, il duca di Enghien, il re ha deciso di annullare il matrimonio di Péguilin di Lauzun con Mademoiselle. Nell'anticamera della regina, la donna assiste poi ai brutali modi in cui la signora di Montespan tratta Luisa di La Vallière, umiliandola ripetutamente e costringendola ad aiutarla a vestirsi. Più tardi, durante un ricevimento, Angelica ha modo di rincontrare il principe ungherese Ragoski. Sconvolto ed infuriato della presenza al ricevimento di un'ambasciata moscovita, colpevoli di essere tra gli invasori dell'Ungheria, Ragoski, cavalcando il suo cavallo, percorre la grande galleria di Versailles e lancia il suo pugnale ai piedi dell'ambasciatore moscovita. Mentre il principe riesce a fuggire ed evitare così l'arresto, Angelica recupera in fretta il pugnale dell'uomo per permettere così al ricevimento di riprendere senza ulteriori problemi. In apprensione per il destino di Ragoski e triste per non avere un uomo accanto a sé, Angelica decide poi di recarsi, nel cuore della notte, dalla signorina di Montpensier per consolarla per il suo mancato matrimonio.
Tempo dopo, in un giorno dell'inverno del 1670, Basctiari Bey si presenta finalmente a Versailles, dove viene ricevuto con tutti gli onori da lui pretesi. Quella sera, Angelica viene convocata dal re per poter scegliere, tra i vari doni che il persiano ha fatto al sovrano francese, la sua ricompensa per i suoi servigi. Angelica sceglie ovviamente il cofanetto contenente la «mummia». Recatasi a portare la sostanza a Savary, la donna viene raggiunta da un corriere del re che le ordina di rientrare subito a palazzo. Qui essa scopre che Basctiari Bey è ripartito ma che in un messaggio si è lamentato col re per non aver ricevuto in dono la marchesa del Plessis-Bellière. Per evitare una crisi diplomatica e su consiglio di Savary. Luigi XIV è costretto a rispondere all'ambasciatore persiano che la marchesa non poteva essergli data in dono in quanto sua favorita.
Rientrata a Parigi, Angelica trova, tra i vari mendicanti che abitualmente stazionano fuori del suo palazzo, il principe Ragoski. La donna gli dà asilo, lo rifocilla e, vinta dalla passione, fa l'amore con lui. Tre giorni dopo, Lauzun si presenta al palazzo con l'ordine del re di arrestare sia Ragoski che Angelica. La donna viene condotta in prigionia nel convento delle carmelitane della montagna di Santa Genoveffa, ove si trova sua sorella Maria Agnese. È da lei che Angelica scopre che qualcuno dei suoi servi, uomini devoti alla signora di Choisy, l'ha denunciata alla Compagnia del Santo Sacramento perché ritenuta una donna lussuriosa. Alcuni giorni dopo giunge a trovarla il signor di Solignac informandola che è libera di lasciare il convento ma di non fare ritorno a Versailles.
Un giorno di aprile, Angelica fa ritorno a Versailles e, con l’aiuto di Bontemps, riesce ad ottenere un incontro col re presso la grotta di Tetide. Luigi XIV le comunica di essere furioso con lei perché si è concessa a Ragoski e non a lui; poi, superata la rabbia, le ripete nuovamente quanto è innamorato di lei. Nonostante Angelica ribadisca di non avere la forza necessaria per diventare la favorita del re, il sovrano la supplica di riflettere al riguardo e le impone di tornare a corte la domenica successiva. Quando la donna chiede informazioni circa il destino di suo figlio Florimondo, il re le rivela che è stato costretto ad allontanarlo perché ha insinuato più volte che il signor Duchesne, primo maggiordomo del re, ha tentato di avvelenare il sovrano. Saputo dal re che ora Florimondo si trova a Saint-Cloud alle dipendenze di Monsieur, Angelica vi si reca immediatamente. Mentre si trova lì, Enrichetta d'Inghilterra, moglie di Monsieur, chiede in prestito ad Angelica alcuni soldi che le servono per preparare un viaggio in Inghilterra, ove il re l'ha mandata in missione con lo scopo di convincere  re Carlo II ad allearsi con la Francia.
Alcuni giorni dopo, Angelica segue di nascosto Francesca Scarron e scopre che è stata assunta come governante segreta del figlio illegittimo della signora di Montespan e del re. Mentre le due donne sono a chiacchierare, irrompe sulla scena proprio Atenaide di Montespan che furiosa minaccia di uccidere Angelica se lei continuerà ad avvicinarsi sentimentalmente al re.
La domenica seguente, durante una colazione nel boschetto, il re si intrattiene con Angelica. Improvvisamente il nano Barcarola fa rovesciare ad Angelica il sorbetto che essa stava per gustare e le salva così la vita: il sorbetto era infatti stato avvelenato ed uno dei cagnolini della regina che ne ingurgita una piccola quantità muore poco dopo tra atroci sofferenze. Più tardi Barcarola rivela ad Angelica che è stato informato dal negretto della Montespan che il sorbetto era stato avvelenato. Pochi giorni dopo, è Florimondo a scampare ad un attentato alla propria vita dopo che aveva ribadito di fronte al re che Duchesne voleva avvelenarlo. Quella notte Barcarola sveglia Angelica e la conduce, tramite un passaggio segreto, in una stanza dove assiste, non vista, ad una messa nera officiata dall'abate Guibourg e La Voisin e alla quale partecipano anche la Montespan e la cameriera Teresa, incaricata di far indossare ad Angelica una camicia da notte avvelenata.
Angelica si reca dall’amico Francesco Desgrez, luogotenente di polizia, a denunciare gli attentati alla sua vita non volendo però rivelare il nome della mandante e a nulla valgono i tentativi di Desgrez e dello stesso luogotenente generale Di La Reynie di farla parlare. Vedendo la donna stanca di lottare e afflitta perché sola, Desgrez la seduce e al mattino seguente, dopo averle detto di usare qualsiasi mezzo - anche il delitto – per sopravvivere, la supplica di non tornare mai più da lui, perché col suo lavoro da poliziotto non ha tempo per pensare anche all'amore.
Il giorno dopo, mentre si reca da Parigi a Saint-Germain, Angelica dà un passaggio in carrozza alla signorina Desoeillet, la quale la supplica di fare una deviazione fino all'incrocio del Bosco Secco perché una persona deve consegnargli un messaggio per la signora di Montespan. Angelica riconosce nella persona dell'appuntamento la figlia della Voisin, che aveva anch'essa partecipato alla messa nera. Minacciando la Desoeillet di rivelare a corte che essa bara a carte,  la donna si fa rivelare le prossime intenzioni della Montespan e viene così a sapere che quella sera, a mezzanotte, Duchesne dovrà portare un messaggio della marchesa alla Voisin. Grazie all'aiuto degli uomini della Corte dei Miracoli e di Malbrant Colpo di Spada, lo scudiere di Florimondo, Angelica riesce a mettere le mani sulla lettera scritta dalla Montespan e su altre prove dei suoi intrighi e poi consegna tutto al signor di La Reynie.
L'indomani Angelica affronta la signora di Montespan avvisandola che se dovesse succederle qualcosa le prove delle sue malefatte verrebbero portate dinnanzi al re. La Montespan si ritrova così costretta a smettere con i suoi proponimenti di vendetta contro di lei. Più tardi, il sovrano convoca Angelica nel suo gabinetto di lavoro e, dopo averle nuovamente dichiarato i sentimenti che prova per lei, riesce a strapparle la promessa che verrà il giorno in cui lei cederà al suo amore.
Nella notte tra il 29 e il 30 giugno 1670 Angelica, su consiglio di Pane Secco, si reca a Saint-Cloud dove scopre che Madame si trova in punto di morte. Come promesso al re, appena la donna è spirata, Angelica si reca a Versailles per informare il sovrano. Qui la donna assiste all'interrogatorio che Luigi XIV fa a Maurel, il maggiordomo di Saint-Cloud, il quale confessa che Madame è stata avvelenata da lui e dal marchese di Effiat e che Monsieur è completamente estraneo alla cosa.
Qualche tempo dopo, Luigi XIV conduce Angelica a visitare il Trianon e lì tenta finalmente di amoreggiare con lei. La donna però si rifiuta di concederglisi accusando il re di essere il responsabile della morte del suo primo marito, Goffredo di Peyrac, bruciato al rogo con l'accusa di stregoneria. 
Il giorno seguente, il re convoca privatamente Angelica e le rivela che a bruciare sul rogo non fu il conte di Peyrac, ma il cadavere di un altro condannato che gli era stato sostituito dietro suo ordine. L'uomo informa però la donna che, mentre veniva condotto in una fortezza dove sarebbe stato imprigionato, Goffredo di Peyrac riuscì ad evadere finendo però con l'annegare nel fiume. Nonostante le notizie apprese, Angelica esce dal colloquio col sovrano col cuore pieno di gioia perché é certa che Goffredo sia in realtà ancora vivo.

## Errori
Il nome di un fratello di Angelica, che in lingua originale si chiama Jean-Marie, nella versione italiana del romanzo è stato tradotto Giovanni Maria invece del più esatto Gian Maria o Gianmaria, come peraltro usato nel libro precedente.

## Adattamenti
Il romanzo è stato trasportato sullo schermo nel 1966 nel film La meravigliosa Angelica, diretto da Bernard Borderie ed interpretato da Michèle Mercier, Jacques Toja, Jean Rochefort e Robert Hossein.

## Edizioni
Tutte le edizioni italiane usano la traduzione di Roberto Ortolani.
- 1959 - Garzanti (collana "Il Milione") - col titolo Angelica e l'amore del Re
- 1965 - Garzanti (collana "Romanzi e Realtà") - col titolo Angelica e l'amore del Re
- 1965 - Garzanti (collana "Romanzi e Realtà") — diviso nei due volumi Angelica e le notti di Versailles e Angelica e l'amore del re
- 1966 - Garzanti (collana "Romanzi e Realtà") — diviso nei due volumi Angelica e le notti di Versailles e Angelica e l'amore del re
- 1976 - Garzanti (collana "Eroi e Eroine")
- 1978 - Euroclub
- 1981 - A. Vallardi
- 1998 - Tea Due — diviso nei due volumi Angelica e le notti di Versailles e Angelica e l'amore del re